# Berberomeloe insignis
La aceitera real (Berberomeloe insigne) es una especie de coleóptero polífago de la familia Meloidae que alcanza gran tamaño, ocasionalmente más de siete centímetros, convirtiéndolo en uno de los coleópteros más grandes de Europa.
Es un endemismo exclusivo del sureste de la península ibérica, conocido únicamente en las provincias de Almería, Granada y Murcia.

## Características

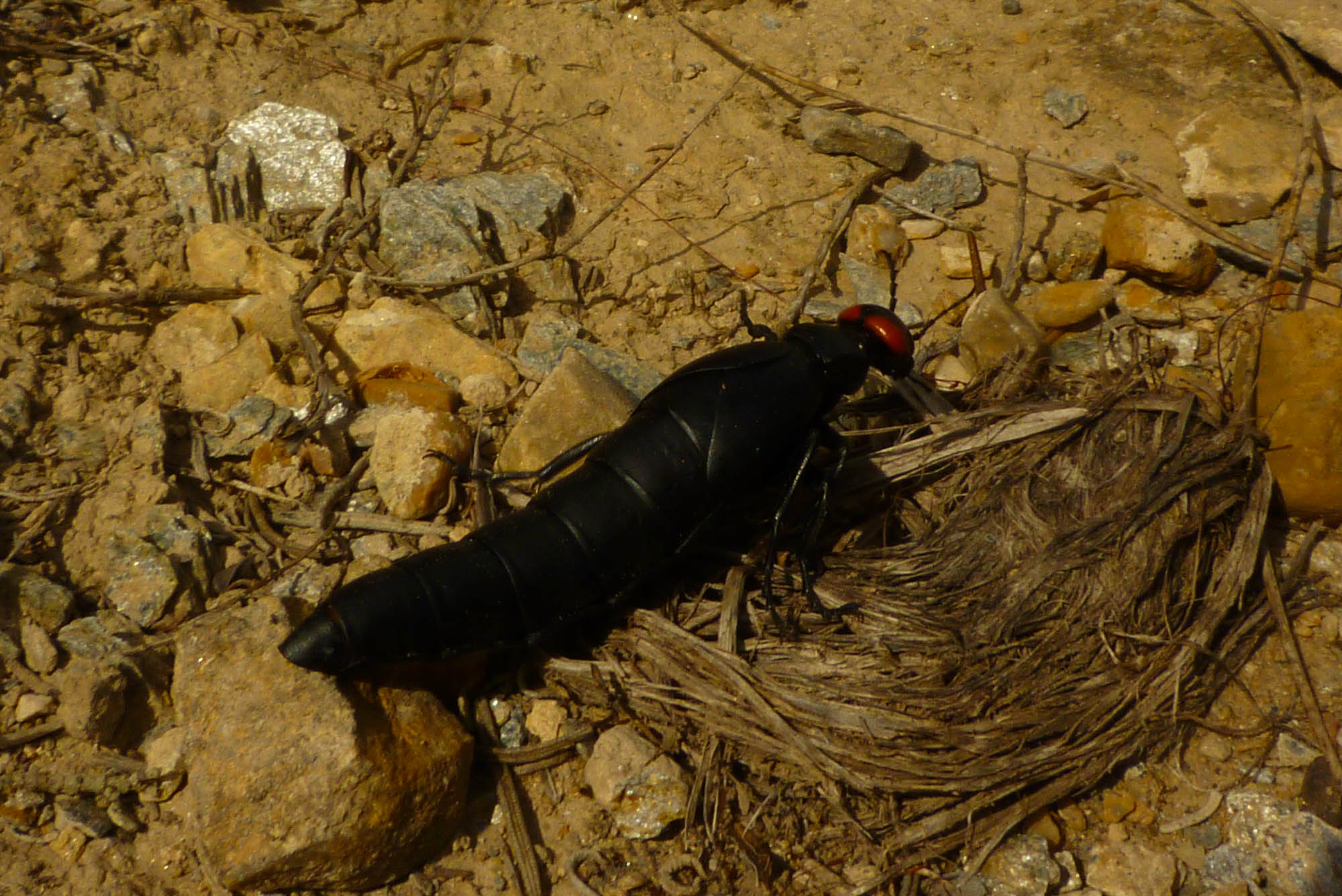
Aceitera real en la Sierra de la Muela, Cartagena.

Es muy fácil de reconocer, sobre todo la hembra, por su extraordinario abdomen alargado y fusiforme de color negro. Se diferencia de la aceitera común (Berberomeloe majalis) por poseer dos manchas rojas en las sienes.
Cuando se ve amenazado segrega una sustancia llamada cantaridina, parecida al aceite (ya que es hemolinfa) y muy tóxica que provoca daños en la piel (irritación, erupciones...), vómitos, diarrea y anomalías en el aparato urinario en caso de que sea ingerida.

## Estado de conservación
Debido a un declive muy pronunciado de sus poblaciones en los últimos años, en la actualidad se considera que su estado de conservación es vulnerable. Carece de protección en la legislación autonómica.